# Alcis praevariegata
Alcis praevariegata är en fjärilsart som beskrevs av Louis Beethoven Prout 1926. Alcis praevariegata ingår i släktet Alcis och familjen mätare. Inga underarter finns listade i Catalogue of Life.